# Октябрське сільське поселення (Поріцький район)
Октя́брське сільське поселення (рос. Октябрьское сельское поселение) — муніципальне утворення у складі Поріцького району Чувашії, Росія. Адміністративний центр — село Антипинка.
Станом на 2002 рік центром Октябрської сільської ради було село Октябрське.

## Населення
Населення — 523 особи (2019, 658 у 2010, 908 у 2002).

## Склад
До складу поселення входять такі населені пункти:
| Населений пункт  | Населення, осіб (2002) | Населення, осіб (2010) |
| ---------------- | ---------------------- | ---------------------- |
| Антипинка, село  | 489                    | 360                    |
| Октябрське, село | 419                    | 298                    |